# Воронков, Сергей Петрович
Сергей Петрович Воронко́в (1912 — 1996) — советский художник кино. Заслуженный работник культуры РСФСР (1974).

## Фильмография
1. 1940 — Салават Юлаев (совместно с С. Кузнецовым, В. Ладягиным)
2. 1944 — Дни и ночи (совместно с Мориц Уманским)
3. 1945 — Здравствуй, Москва! (совместно с Петром Бейтнером)
4. 1953 — Вихри враждебные (совместно с Михаилом Богдановым, Геннадием Мясниковым, Леонидом Сойфертисом)
5. 1956 — Первые радости (совместно с Ипполитом Новодерёжкиным)
6. 1956 — Необыкновенное лето (совместно с Ипполитом Новодерёжкиным)
7. 1957 — Случай на шахте восемь (совместно с Ипполитом Новодерёжкиным)
8. 1959 — Судьба человека (совместно с Ипполитом Новодерёжкиным)
9. 1960 — Соната Бетховена (короткометражный) (совместно с Петром Веременко)
10. 1960 — Ровесник века (совместно с Ипполитом Новодерёжкиным)
11. 1961 — А если это любовь? (совместно с Ипполитом Новодерёжкиным)
12. 1962 — Суд (совместно с Ипполитом Новодерёжкиным)
13. 1963 — Оптимистическая трагедия (совместно с Ипполитом Новодерёжкиным)
14. 1964 — Непрошенная любовь (совместно с Ипполитом Новодерёжкиным)
15. 1964 — Три сестры (совместно с Ипполитом Новодерёжкиным)
16. 1966 — Андрей Рублёв (совместно с Евгением Черняевым, Ипполитом Новодерёжкиным)
17. 1967 — Каменный гость (совместно с Ипполитом Новодерёжкиным)
18. 1967 — Крепкий орешек (совместно с Артуром Бергером)
19. 1968 — Зигзаг удачи (совместно с Ипполитом Новодерёжкиным)
20. 1970 — Любовь к трём апельсинам (совместно с Константином Джидровым)
21. 1971 — Пришёл солдат с фронта (совместно с Ипполитом Новодерёжкиным)
22. 1973 — Много шума из ничего (совместно с Александром Боймом)
23. 1974 — Чисто английское убийство (совместно с Александром Борисовым)
24. 1974 — Агония (совместно с Шавкатом Абдусаламовым)
25. 1975 — Под крышами Монмартра (совместно с Александром Боймом)
26. 1976 — Солдат и мать (короткометражный)
27. 1977 — Журавль в небе (совместно с Валерием Костриным, Львом Збруевым)
28. 1977 — Служебный роман (совместно с Александром Борисовым)
29. 1978 — Торговка и поэт (совместно с Александром Борисовым)
30. 1980 — Жизнь прекрасна (совместно с Джантито Буркьелларо)
31. 1981 — Вакансия (совместно с Александром Боймом)
32. 1981 — Женщина в белом (совместно с Александром Боймом)
33. 1984 — Блистающий мир (совместно с Давидом Виницким)
34. 1985 — Картина (совместно с Давидом Виницким)
35. 1987 — Поражение (совместно с Давидом Виницким)
36. 1988 — Брызги шампанского (совместно с Василием Щербаком)

## Награды и премии
- медаль «За трудовую доблесть» (6 марта 1950) — за выдающиеся заслуги в развитии советской кинематографии, в связи с 30-летием[1]
- заслуженный работник культуры РСФСР (1974)
- Государственная премия РСФСР имени братьев Васильевых (1973) — за фильм «Пришёл солдат с фронта» (1971)